# 융자
융자(融資, 영어: loan)는  채권에서의 채무의 일종으로, 자금을 융통하는 일, 또는 그 자금을 가리킨다.

## 행동양식
- 선별융자
- 계열융자
- 협조융자
- 조건부융자

## 융자의 청구 방식
여기서 P는 매월 고정 청구비, L은 융자, n은 개월 수, c는 월 간 이자율을 가리킨다:
{\displaystyle P=L\cdot {\frac {c\,(1+c)^{n}}{(1+c)^{n}-1}}}

## 유도
n개월 동안에 걸쳐 융자를 갚는다면
{\displaystyle (((\ldots (L(1+c)-P)\cdot (1+c)-P)\cdot (1+c)-P)\dots -P}
{\displaystyle =L\cdot (1+c)^{n}-P\cdot (1+(1+c)+(1+c)^{2}+\dots +(1+c)^{(n-1})}
{\displaystyle =L\cdot (1+c)^{n}-P\cdot {\frac {(1+c)^{n}-1}{c}}}
{\displaystyle =0}.
그러므로 
{\displaystyle P=L\cdot {\frac {c\,(1+c)^{n}}{(1+c)^{n}-1}}}.

## 콜 론
콜 자금을 채권자 측에서 볼 때 콜 론(call loan)이라 부른다. 콜의 채권자는 주로 지방 은행이나 서민금고, 농협 협동조합 등이 있으며 은행은 지불 준비금의 일부를 콜 론으로서 운용한다.

## 같이 보기
- 채무불이행